# Новотроицкое (Марий Эл)
Новотроицкое (мар. Новотроицк) — деревня в Советском районе Республики Марий Эл. Входит в состав Алексеевского сельского поселения.

## География
Находится в центральной части республики Марий Эл на расстоянии приблизительно 6 км по прямой на запад от районного центра посёлка Советский.

## История
Возникла как марийский починок, в 1920 году в деревне проживало 120 человек, в 1930 году в 30 дворах жило 114 человек, по национальности мари. После войны деревня не получила развития. В 1956 году здесь было 24 хозяйства, в 1976 году — 18, в 1980 году — 14, в 1993 году — только 5 хозяйств. В советское время работал колхоз «Марий коммуна».

## Население
Население составляло 14 человек (мари 93 %) в 2002 году, 2 в 2010.

## Известные уроженцы
Гребников Григорий Павлович (1913—1945) — наводчик миномёта 284 гвардейского стрелкового полка 95 гвардейской стрелковой дивизии на 2-м Украинском фронте в годы Великой Отечественной войны, гвардии младший сержант. Трижды кавалер ордена Славы.